# 韋爾豪澤冰川
68°45′S 65°32′W / 68.750°S 65.533°W
韋爾豪澤冰川是南極洲的冰川，位於葛拉漢地，最終注入默凱特冰山麓，澳大利亞的探險家在1928年踏足該地區，由美國探險隊發現和命名。